# Пірникоза західна
Пірникоза західна (Aechmophorus occidentalis) — вид водних птахів родини пірникозових (Podicipedidae).

## Поширення
Птах гніздиться на великих озерах на заході Північної Америки. Взимку перелітає на тихоокеанське узбережжя. Деякі птахи зимують на узбережжі Мексиканської затоки. Популяції в Каліфорнії, Неваді, Аризоні та Мексиці не мігрують, залишаючись в гніздовому ареалі впродовж всього року.

## Опис
Досить великий птах, завдовжки 51 — 74 см, вагою 550—2000 г. Птах стрункий, з довгою тонкою шиєю і довгим дзьобом. Верхня частина тіла чорна, нижня біла. Очі червоні, оточені помаранчевим очним кільцем. Дзьоб довгий, дуже гострий, жовтого кольору. Ноги зовні сірі, з внутрішнього боку жовтувато-оливкові.

## Спосіб життя
Трапляється на внутрішніх водоймах, як прісних, так і солоних. Спостерігається у змішаних зграях з іншими водоплавними птахами. Живиться рибою та великими водяними комахами. Може проковтнути рибу до 20 см завдовжки. Час розмноження на півночі триває між травнем і липнем; в Мексиці він продовжується до жовтня. Гніздиться у загальних колоніях. Гніздо будує на мілководді на плавучій або нерухомій підстилці з рослинних решток. У гнізді 3-4 яйця. Висиджування триває до 28 днів. За пташенятами доглядають понад 2,5 місяці.